# Jackson Tooth
Il Jackson Tooth (dente di Jackson) è un nunatak alto 1.215 m situato all'estremità occidentale della Scarpata dei Pionieri nella Catena di Shackleton, nella Terra di Coats in Antartide. 
L'attuale denominazione fu assegnata nel 1971 dal Comitato britannico per i toponimi antartici (UK-APC), in onore di Frederick George Jackson, esploratore artico britannico che nel 1895 aveva ideato le caratteristiche che dovevavno avere le tende da campeggio, che poi divennero la dotazione standard delle esplorazioni polari britanniche.